# Vanessa Henke
Vanessa Henke (født 15. januar 1981 i Tyskland) er en kvindelig professionel tennisspiller fra Tyskland. 
Vanessa Henke højeste rangering på WTA single rangliste var som nummer 137, hvilket hun opnåede 26. september 2005. I double er den bedste placering nummer 110, hvilket blev opnået 8. juli 2002. 